# Johannes de Grocheo
Johannes de Grocheo, född omkring 1250, död omkring 1320, var en fransk musikteoretiker.
Johannes de Grocheo har i sitt traktat Teoria gett oss den enda kända, mera ingående redogörelsen för medeltida profanmusik, förva svars former och användning han redogör.